# Hamulus pterigoideo

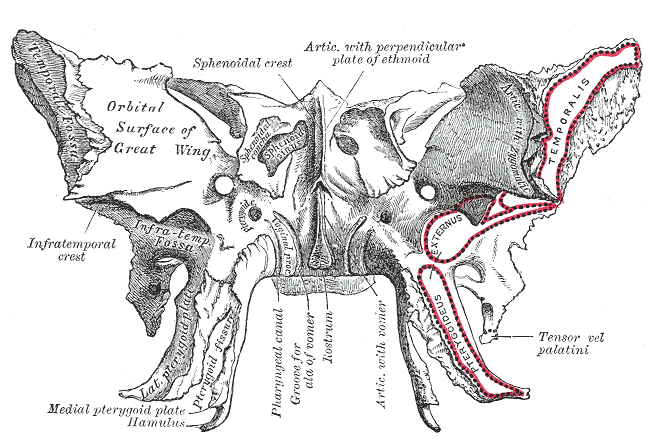
Hamulus etiquetado en la parte inferior izquierda

Hamulus pterigoideo corresponde a la parte terminal del plato pterigoideo medial. Tiene forma de gancho localizado bilateralmente en el hueso esfenoides, distal y medial a la tuberosidad maxilar. El hamulus se proyecta caudal, ligeramente posterior o anterolateralmente. Morfológicamente Tiene una longitud promedio de 7,2 mm, una profundidad promedio de 1,4 mm y un ancho promedio de 2,3 mm
El término Hamulus proviene del latín, que significa "gancho", en anatomía se utiliza este término, para nombrar a una pequeña porción de un hueso que tiene forma de gancho, y pterigoideo en referencia al hueso en donde se encuentra.

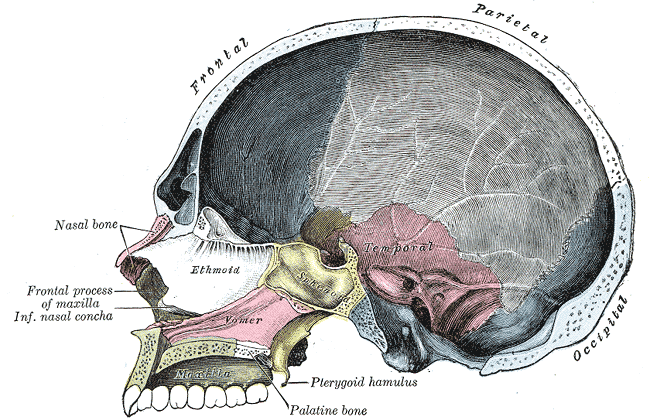
Corte sagital del cráneo (el hueso esfenoides se encuentra coloreado de amarillo, y en su parte más caudal se encuentra nombrado el hamulus pterigoideo)

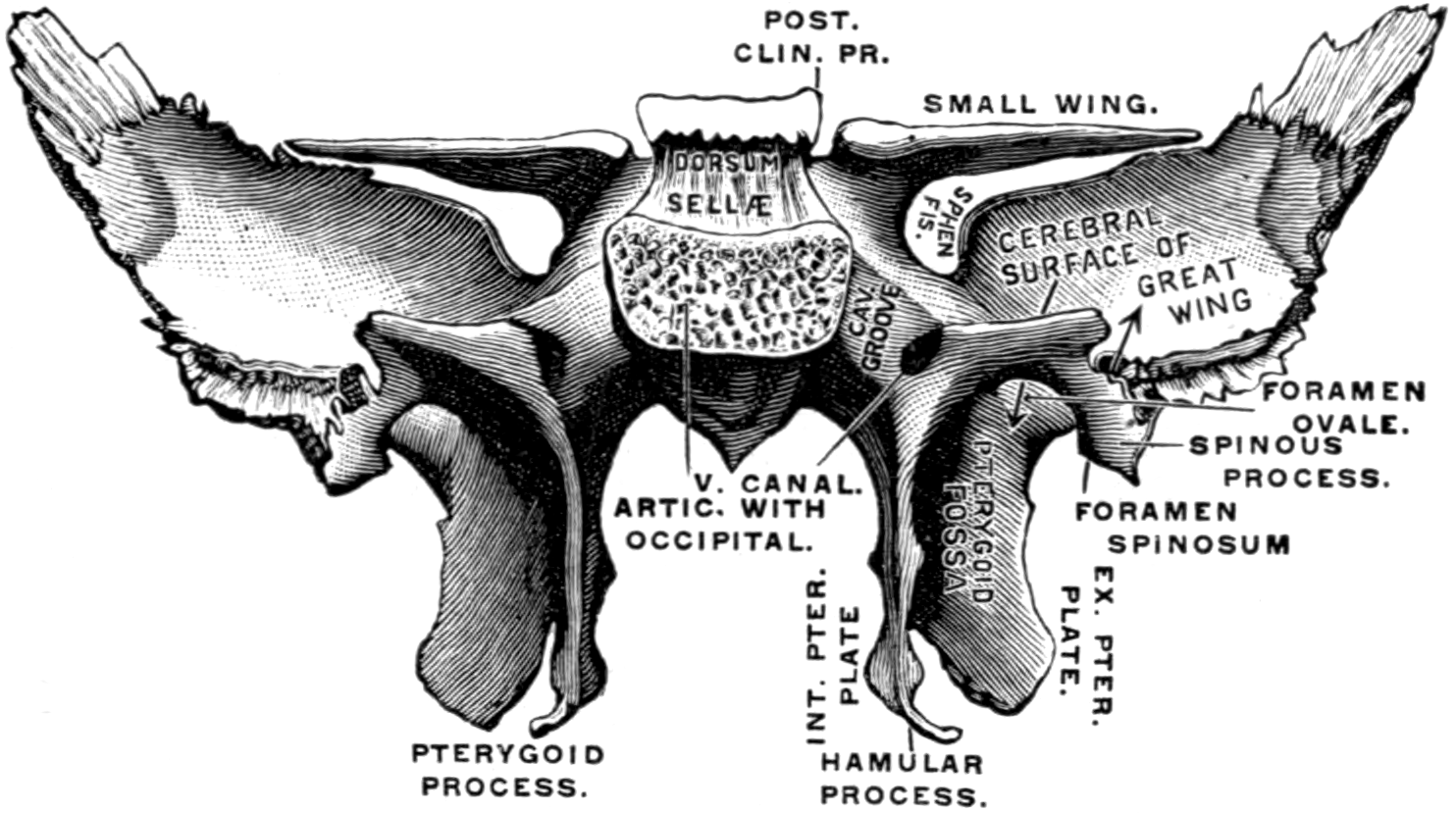

## Patología
En ocasiones muy raras, se puede inflamar la bursa produciendo una Bursitis Hamular, la sintomatología de esta patología es un fuerte dolor orofacial.
No se sabe con exactitud cual es la etiología de la enfermedad, pero se cree que puede ser ocasionado por un trauma en la zona. Por la localización y la sintomatología puede ser fácilmente confundida con otras patologías como trastornos de la articulación temporomandibular o neuralgia del trigémino y del glosofaríngeo.